# Петровка (Дубьонський район)
Петро́вка (рос. Петровка, ерз. Петровка) — село у складі Дубьонського району Мордовії, Росія. Адміністративний центр та єдиний населений пункт Петровського сільського поселення.

## Населення
Населення — 434 особи (2010; 493 у 2002).
Національний склад (станом на 2002 рік):
- росіяни — 82 %